# Hollenderbåen fyr
Hollenderbåen fyr er et fyr som ligger midt i Oslofjorden i Nøtterøy kommune i Vestfold og Telemark fylke i Norge. Fyret er et af de nyeste i landet og blev sat i drift omkring 1990, hvor det erstattede Fulehuk fyr.
Hollenderbåen er et helautomatisk fyr og står i forbindelse med Kystverkets søtrafikcentral i Horten som overvåger skibstrafikken i Oslofjorden. Kamera på Hollenderbåen er et vigtigt værktøj i denne opgava.
Hollenderbåen er er ofte anvendt som rundingsmærke i ved kapsejladser.

## Ekstene kilder og henvisninger
- Norsk fyrliste 2012 (Webside ikke længere tilgængelig), Kystverket